# Almondo Fricain
Almondo Fricain (sinh ngày 4 tháng 4 năm 1985) là một cầu thủ bóng đá người Mauritius hiện tại thi đấu ở vị trí hậu vệ cho Petite Rivière Noire SC ở Giải bóng đá ngoại hạng Mauritius. Anh cũng từng đại diện Mauritius internationally with the Đội tuyển bóng đá quốc gia Mauritius. Anh nằm trong đội tuyển quốc gia Mauritius trong Trò chơi điện tử Giải vô địch bóng đá thế giới 2010 chính thức.